# Rafle de la rue Sainte-Catherine

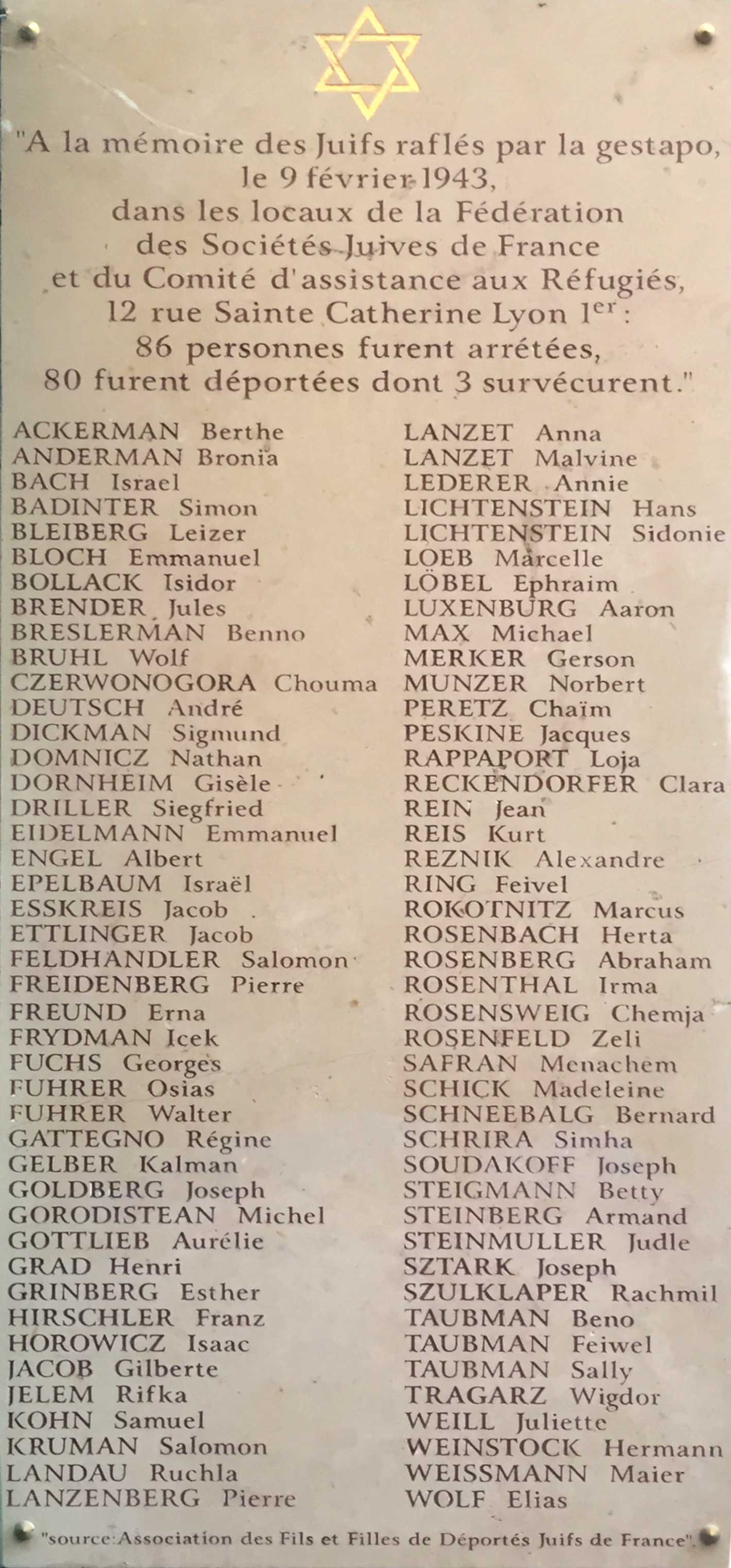
Gedenktafel an der Rue Sainte-Catherine

Die Rafle de la rue Sainte-Catherine war eine Razzia am 9. Februar 1943 in Lyon, bei der 84 Juden verhaftet, im Lager Drancy interniert und in Vernichtungslager im deutsch besetzten Polen deportiert wurden. Die Razzia wurde auf Geheiß von Klaus Barbie, damals Chef der Gestapo in Lyon, in den Räumen der Union générale des israélites de France durchgeführt.

## Verlauf
Die Rue Sainte-Catherine in Lyon befindet sich mitten im historischen Zentrum der Stadt, unweit der Place des Terreaux mit dem Rathaus. In der Straßennummer 12 bestand ein Büro der Union générale des israélites de France (UGIF, „Allgemeine Vereinigung der Israeliten Frankreichs“). Diese Organisation war im November 1941 nach dem Vorbild der Reichsvereinigung der Juden in Deutschland errichtet worden. Sie besorgte mittellosen jüdischen Ankömmlingen eine Unterkunft und stellte Fluchtwilligen gefälschte Papiere aus, sah sich aber gleichzeitig zu einem gewissen Ausmaß an Kollaboration mit dem Vichy-Regime und den deutschen Besatzern gezwungen, vergleichbar mit Judenräten in den übrigen vom Deutschen Reich besetzten Gebieten.
Am 9. Februar 1943 verhaftete die Gestapo unter Leitung von Klaus Barbie alle Angestellten der UGIF sowie sämtliche Personen, die sich dort einfanden. Bis zum Abend wurden 86 Personen verhaftet, zwei von ihnen konnten jedoch mit Hilfe von falschen Papieren entkommen. Die übrigen wurden in Vernichtungslager deportiert. Nur drei von ihnen überlebten das Kriegsende; eine der Überlebenden, Malvine Lanzet, trat im Prozess gegen Barbie als Klägerin auf.

## Barbie-Prozess und Gedenken
Im Juni 1983 gelang es Serge Klarsfeld, nach Durchsicht der Archive der UGIF im YIVO-Forschungsinstitut in New York, die Liste der 84 Deportierten der Rue Sainte-Catherine zusammenzustellen, nachdem er die Liste der Eingänge im Lager Drancy vom 12. Februar 1943 geprüft hatte. Der Fund des von Klaus Barbie ausgestellten Verhaftungsbefehls führte dazu, dass die Razzia zu einem Anklagepunkt im Rahmen des Prozesses gegen Barbie im Jahre 1987 wurde.
Im Jahre 2011 wurde an der Stätte des Geschehens eine Gedenktafel in Anwesenheit des Lyoner Bürgermeisters Gérard Collomb und des ehemaligen französischen Justizministers Robert Badinter enthüllt. Badinters Vater gehörte zu den Opfern der Razzia von 1943; er wurde im Vernichtungslager Sobibor umgebracht.

## Gedenktafel
Die Gedenktafel am Haus Nr. 12 der Rue Sainte Catherine in Lyon, die als Quelle die Association des Fils et Filles des Déportés Juifs de France (Vereinigung der Söhne und Töchter aus Frankreich deportierter Juden) anführt, hat die folgende Aufschrift (mit deutscher Übersetzung):
| "A la mémoire des Juifs raflés par la gestapo, le 9 février 1943, dans les locaux de la Fédération des Sociétés Juives de France et du Comité d'assistance aux Réfugiés, 12 rue Sainte Catherine Lyon 1er : 86 personnes furent arrétées, 80 furent déportées dont 3 survécurent." [...] | "Zum Gedenken an die Juden, die von der Gestapo am 9. Februar 1943 in den Räumlichkeiten der Fédération des Sociétés Juives de France und des Hilfskomitees für Flüchtlinge zusammengetrieben wurden, Rue Sainte Catherine 12, Lyon 1: 86 Personen wurden verhaftet, 80 wurden deportiert, von denen 3 überlebten." [...] |